# Illbleed
Illbleed (イルブリード?, Iruburīdo) è un videogioco a tema survival horror sviluppato da Crazy Games e pubblicato nel 2001 da SEGA per Sega Dreamcast.
Ideato da Shinya Nishigaki, autore di Blue Stinger, del titolo era prevista una conversione per Xbox mai realizzata. Illbleed ha influenzato alcuni videogiochi successivi tra cui Danganronpa: Trigger Happy Havoc e Until Dawn.

## Trama
Il videogioco è ambientato in un parco di divertimento di proprietà del produttore cinematografico Michael Reynolds. La teenager Eriko Christy, appassionata di film horror, e i suoi amici Kevin, Randy e Michel accetteranno la sfida del milionario di sopravvivere all'esperienza di visitare Illbleed.